# Karl-Preis-Platz (métro de Munich)
Karl-Preis-Platz (en allemand : U-Bahnhof Karl-Preis-Platz) est une station de la ligne U2 du métro de Munich. Elle est située en partie sous la Claudius-Keller-Straße, quartier Ramersdorf, dans le secteur de Ramersdorf-Perlach, à Munich en Allemagne.
Mise en service en 1980, elle est desservie par les rames de la ligne U2 et des lignes de renforts U7 et U8 du métro.

## Situation sur le réseau

Plan du métro (2020).

Établie en souterrain, Karl-Preis-Platz est une station de passage de la ligne U2 du métro de Munich. Elle est située entre la station Giesing, en direction du terminus nord Feldmoching, et la station Innsbrucker Ring, en direction du terminus est Messestadt Ost,.
Elle dispose, d'un quai central encadré par les deux voies de la ligne U2. Elle est également desservie par les lignes de renforts U7 et U8 qui circulent ici sur les voies de la ligne U2. Elle croise à angle droit, en étant en dessous, la gare de Munich-Giesing, de la S-Bahn de Munich.

## Histoire
La station Karl-Preis-Platz est mise en service le 18 octobre 1980, lors de l'ouverture à l'exploitation des 16 km, de Scheidplatz à Innsbrucker Ring (renommée depuis Neuperlach Süd) cette ligne était alors nommée U8. La station est aménagée en conformité avec le modèle utilisé pour les stations ouvertes en 1980, les deux murs derrière les voies sont recouverts de grand panneaux, de couleur gris-beige, avec la bande rouge de la signalisation de la station. Le quai dispose d'un revêtement fait de pierres reconstituées faites avec des galets de l'Isar. La surface du plafond est constituée de lattes d’aluminium et quatre bandes lumineuses éclairent la station. Une ligne de colonnes, recouvertes de tuiles de teinte grises, est située sur le quai.

## Services aux voyageurs

### Accès et accueil

Installations
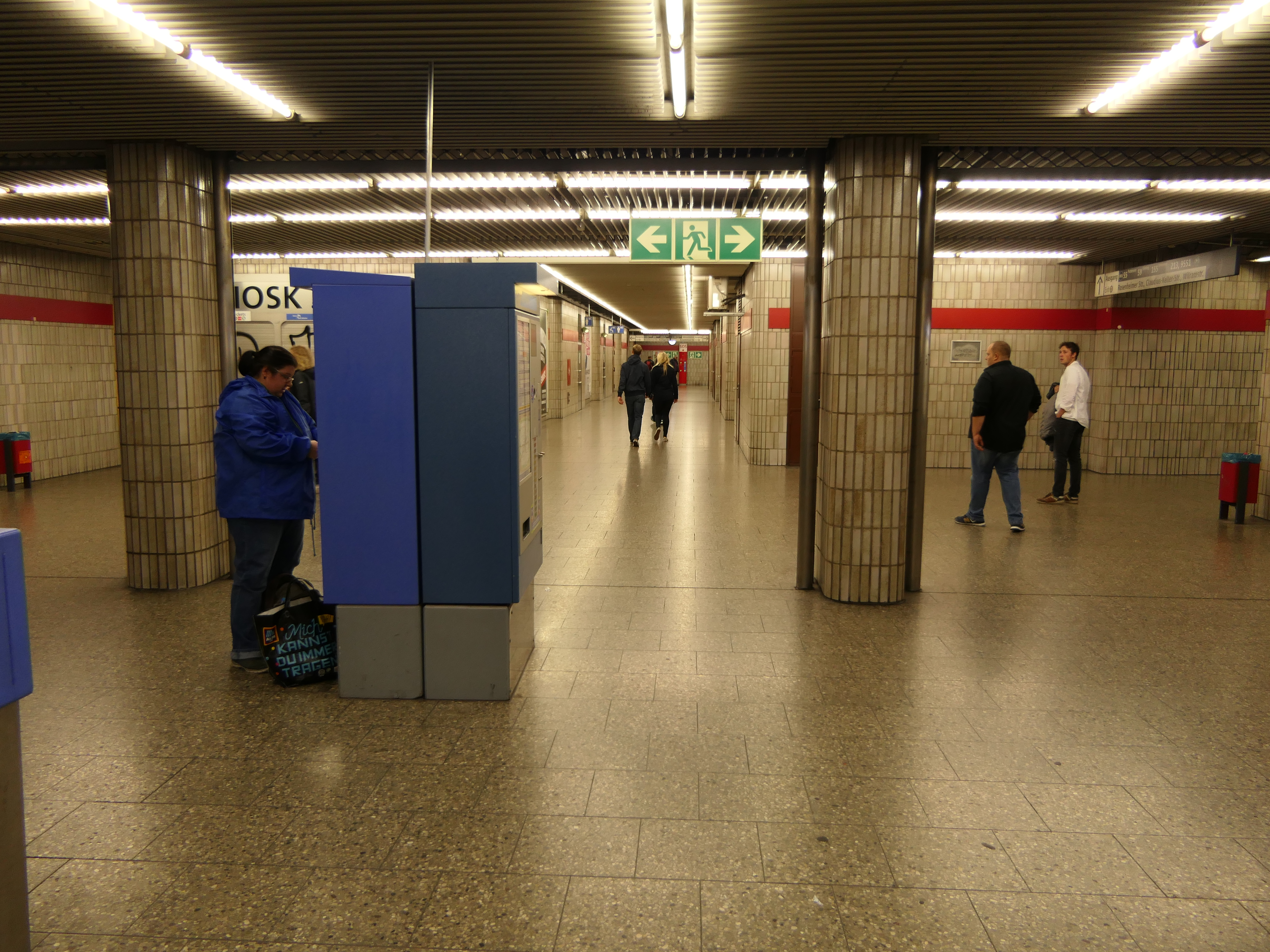
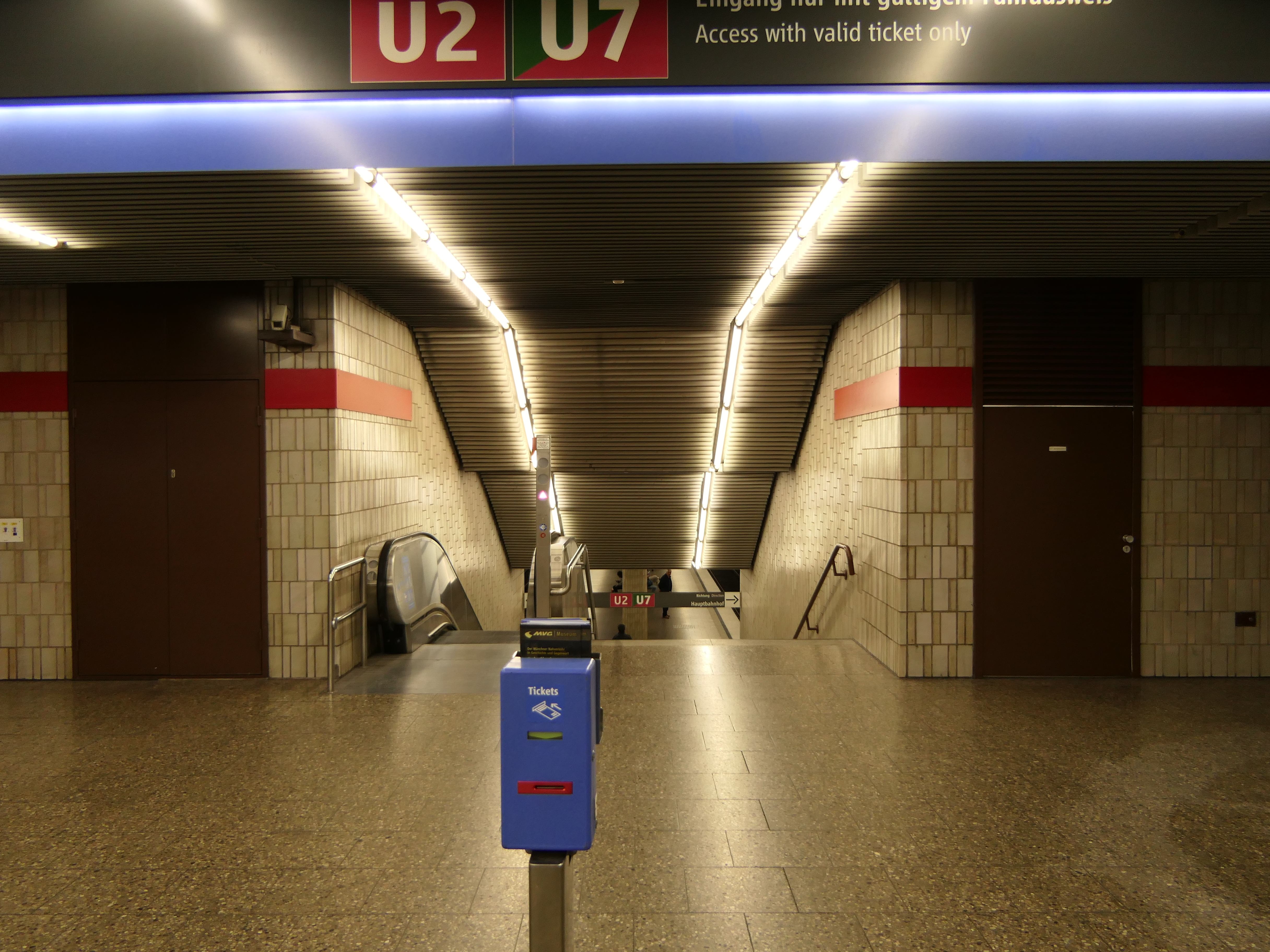
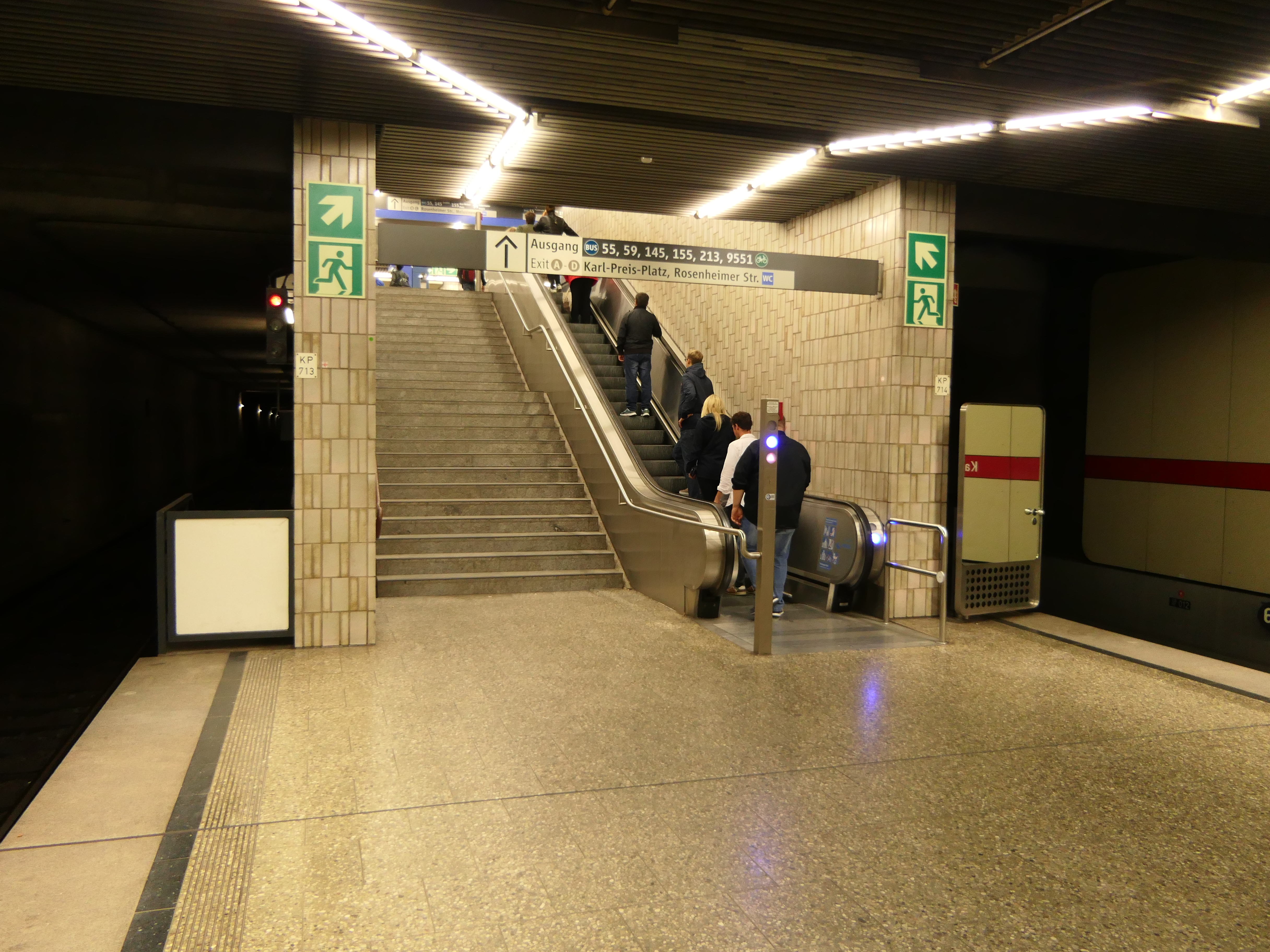

### Desserte
Karl-Preis-Platz est desservie par toutes les rames de la ligne U2 et en renfort sur des jours et des horaires spécifiques par des rames de la ligne U7 et de la ligne U8.

Installations
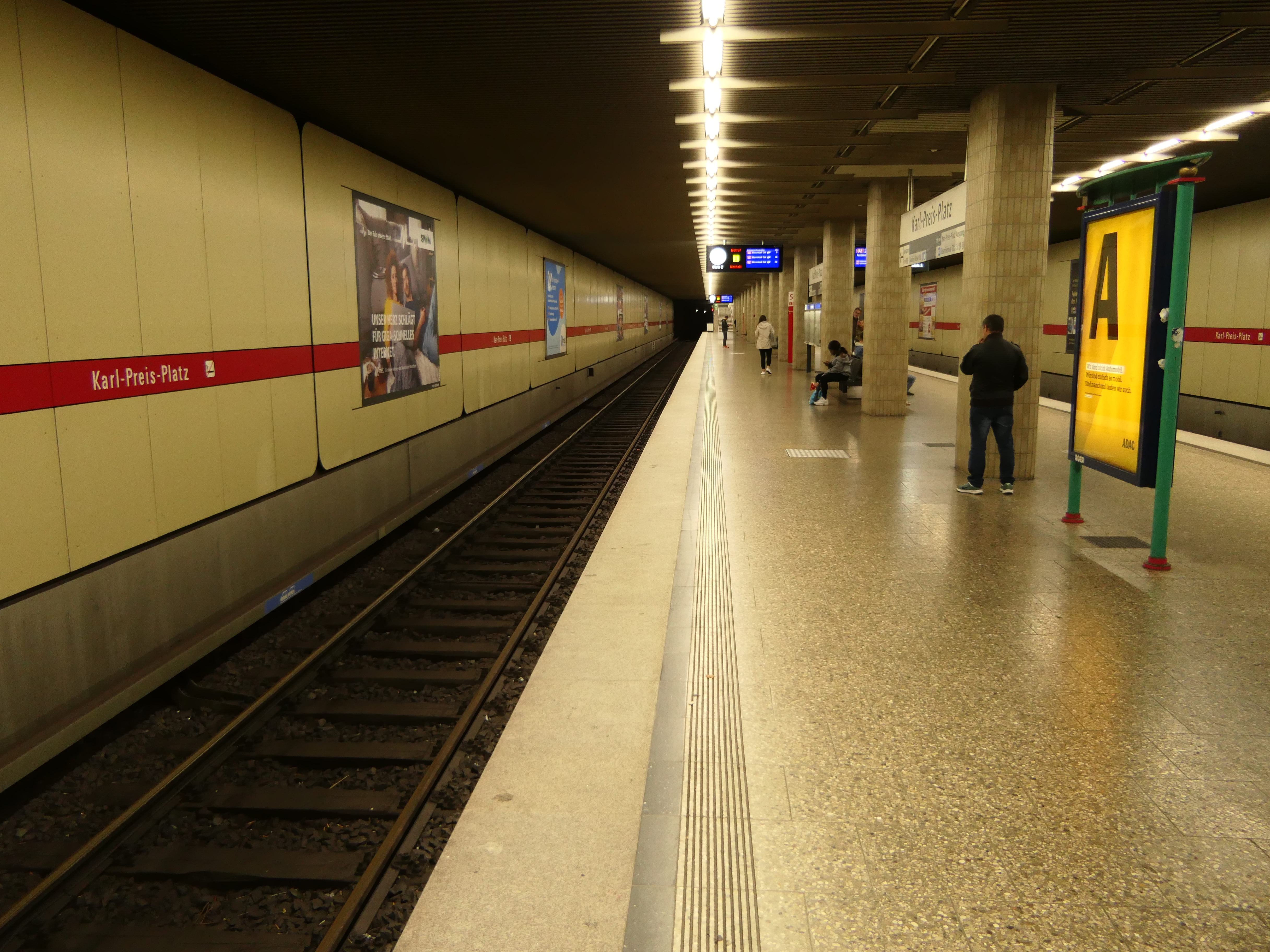
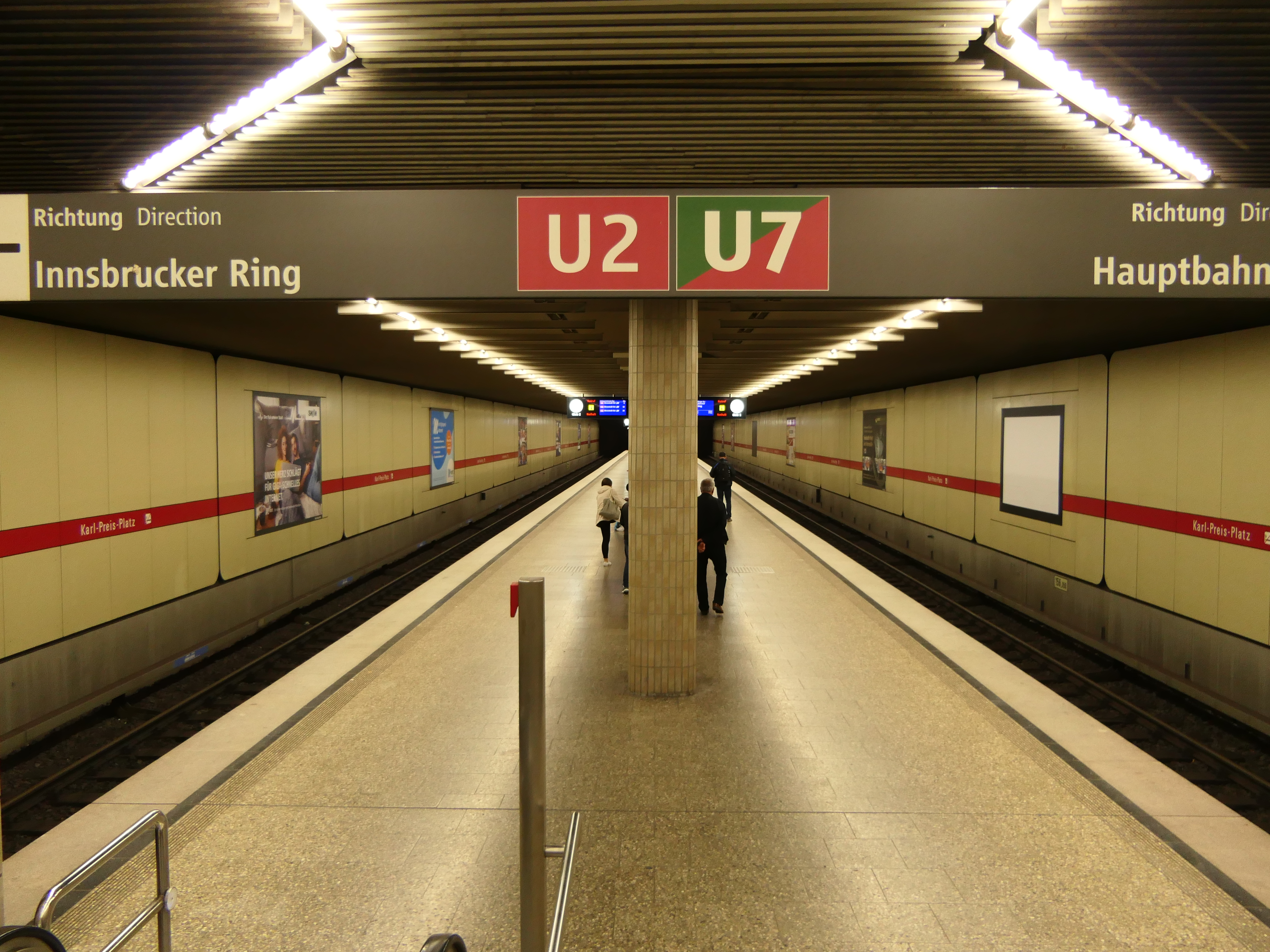
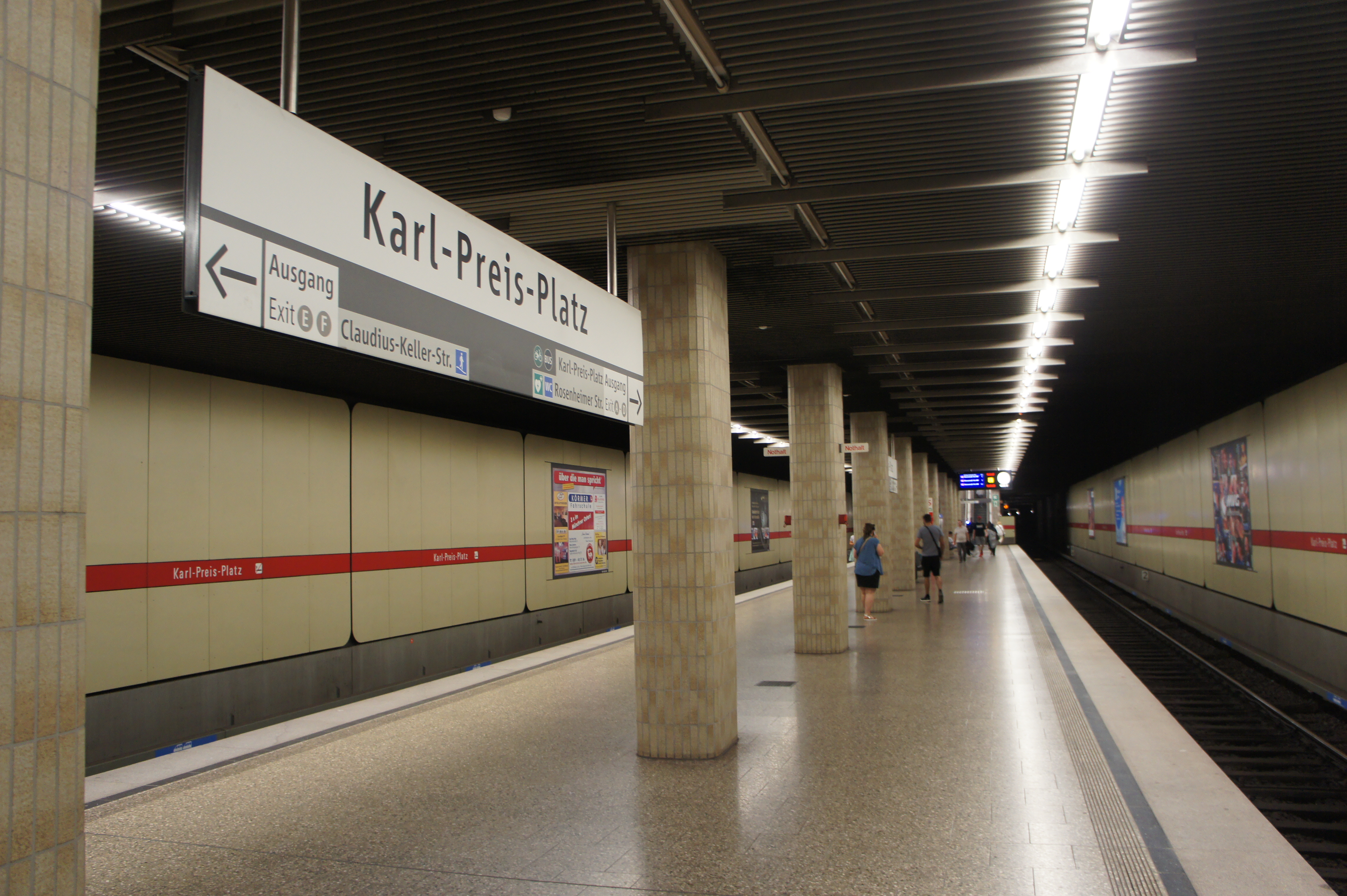

### Intermodalité
À proximité, des arrêts de bus sont desservis par les lignes 55, 59, 145, 155, N45, N75 et X200.